# Matterhorn Peak (Colorado)
Matterhorn Peak ist eine 4.142 m hohe Bergspitze im Hinsdale County im US-Bundesstaat Colorado. Sie liegt in der Bergkette San Juan Mountains. Die Bergspitze liegt ganz im Uncompahgre National Forest und im Uncompahgre Wilderness. Sie ist nicht zu verwechseln mit dem Matterhorn Peak im US-Bundesstaat Kalifornien.